# David Cairns (homme politique)
Pour les articles homonymes, voir David Cairns et Cairns (homonymie).
John David Cairns (7 août 1966 - 9 mai 2011) est un homme politique écossais qui est ministre d'État de l'Écosse de 2005 à 2008. Membre du Parti travailliste écossais, il est député d'Inverclyde, anciennement Greenock et Inverclyde, de 2001 jusqu'à sa mort en 2011.

## Jeunesse
Cairns est né et grandit à Greenock. Il fréquente le lycée Notre-Dame de la ville, avant de se former au sacerdoce catholique romain à l'Université pontificale grégorienne de Rome. Il poursuit ses études au Centre International Franciscain de Cantorbéry .
De 1991 à 1994, il est prêtre à Clapham. Il quitte le sacerdoce en 1994 et devient directeur du Mouvement socialiste chrétien. En 1997, il est assistant de recherche de la députée travailliste nouvellement élue, Siobhain McDonagh jusqu'à ce qu'il devienne lui-même député en 2001. En 1998, il est élu conseiller du Borough londonien de Merton jusqu'en 2002.

## Carrière parlementaire
Cairns avait l'ambition d'entrer à la Chambre des communes, mais ne le pouvait pas avant la suppression de la loi de 1801 sur la disqualification du clergé et de la loi de 1829 sur le secours catholique qui empêchait les prêtres catholiques actuels ou anciens d'être élus au Parlement. Pour rectifier cela, la députée Siobhain McDonagh présente un projet de loi à la Chambre des communes au Parlement le 16 juin 1999  mais le projet de loi échoue. Le gouvernement présente par la suite le projet de loi de la Chambre des communes (suppression de la disqualification du clergé), qui supprime presque toutes les restrictions imposées au clergé, quelle que soit sa dénomination, de siéger à la Chambre des communes. La seule exception est pour les évêques de l'Église d'Angleterre, en raison de leur statut de membres de la Chambre des lords. Le projet de loi est adopté le 11 mai 2001 .
Cairns avait déjà été sélectionné comme candidat travailliste dans sa ville natale après la retraite de Norman Godman. Il est élu député travailliste de Greenock et d'Inverclyde aux élections générales de 2001 avec une majorité de 9 890 voix. Il prononce son premier discours le 4 juillet 2001 .
Cairns est nommé Secrétaire parlementaire privé du ministre d'État au ministère du Travail et des Pensions Malcolm Wicks en 2003, et à la suite de l'élection générale de 2005, au cours de laquelle, en raison du redécoupage des frontières, sa circonscription est abolie et remplacée par une plus grande, Inverclyde. Il devient membre du gouvernement travailliste en tant que sous-secrétaire d'État parlementaire pour l'Écosse. Il ajoute ensuite l'Irlande du Nord à ses responsabilités et en 2007, il est ministre d'État de l'Écosse. Il joue un rôle de premier plan dans les médias en tant que principal défenseur de la place de l'Écosse au Royaume-Uni en opposition au mouvement pour l'indépendance de l'Écosse . Cairns est président des Amis travaillistes d'Israël et, bien qu'il ait abandonné son poste en devenant ministre subalterne, il reste un membre engagé du groupe .
Le 16 septembre 2008, Cairns démissionne du gouvernement lors des disputes au sein du parti travailliste sur la direction de Gordon Brown  affirmant que le moment est venu de «permettre à un débat de leadership de suivre son cours». Il est le seul ministre à démissionner après que des députés rebelles aient commencé à appeler à une élection à la direction . Le Guardian l'appelle plus tard "une décision de principe prise par un politicien de principe" . Aux élections générales de 2010, Cairns est réélu en tant que député de sa circonscription d'Inverclyde avec une majorité de 14 416 voix, ce qui représente une augmentation par rapport à son élection précédente .

## Vie personnelle
Cairns est ouvertement gay. Il est entré dans l'unité de soins intensifs des hôpitaux de l'University College London en mars 2011, souffrant de pancréatite aiguë, et est décédé au Royal Free Hospital du nord de Londres le 9 mai à l'âge de 44 ans .  